# Frente Democrático Popular (Italia)
El Frente Democrático Popular por la libertad, la paz, el trabajo (en italiano: Fronte Democratico Popolare per la libertà, la pace, il lavoro), o simplemente, Frente Democrático Popular (en italiano: Fronte Democratico Popolare, FDP) fue una coalición electoral italiana de izquierdas, constituida con ocasión de las elecciones generales de 1948.  
Estaba conformado principalmente por el Partido Comunista Italiano (PCI) y el Partido Socialista Italiano (PSI), junto a otras agrupaciones menores de izquierda. 
El símbolo de la coalición era la efigie de Giuseppe Garibaldi, héroe de la Unificación de Italia, en un círculo blanco (símbolo del pacifismo), dentro de una estrella verde (que representaba al trabajo) con contornos rojos (color típico de la izquierda).

## Historia
Se constituyó oficialmente el 28 de diciembre de 1947, a consecuencia del buen resultado obtenido por ambas colectividades en las elecciones comunales y provinciales de ese año. Pese a su objetivo de conformar un frente popular, no consiguió aglutinar a toda la izquierda italiana en miras a la elección, puesto que partidos menores como el Partido Cristiano Social y el Partido Sardo de Acción presentaron listas separadas.
Otras colectividades menores que integraron el FDP fueron la Alianza Femenina, la Alianza Republicana Popular, la Constituyente de la Tierra, el Movimiento Rural, el Movimiento Cristiano por la Paz y el Movimiento de Unidad Socialista.
Los socialistas contrarios a la alianza con los comunistas se retiraron del PSI para formar el Partido Socialista de los Trabajadores Italianos, que se presentó a las elecciones junto a la Unión de los Socialistas en el pacto Unidad Socialista.
El FDP obtuvo el segundo lugar de la votación, con 183 diputados y 177 senadores –un 30,98% de las preferencias–, muy por detrás de la gobernante Democracia Cristiana. Tras los comicios, el Frente se disolvió a nivel nacional, pero el PCI y el PSI siguieron aliados en pactos locales hasta 1956, cuando este último rompió con el comunismo tras la invasión soviética a Hungría. 